# تاكايوكي كيشي
تاكايوكي كيشي (باليابانية: 岸孝之؛ بالكانا: きし たかゆき) هو لاعب كرة قاعدة ياباني، ولد في 4 ديسمبر 1984 في تايهاكو-كو في اليابان.

## وصلات خارجية
- تاكايوكي كيشي على موقع الدوري الياباني لكرة القاعدة (الإنجليزية)
- تاكايوكي كيشي على موقعبيزبول رفرنس.كوم (الدوري الثانوي) (الإنجليزية)